# カルカン (トルコ)

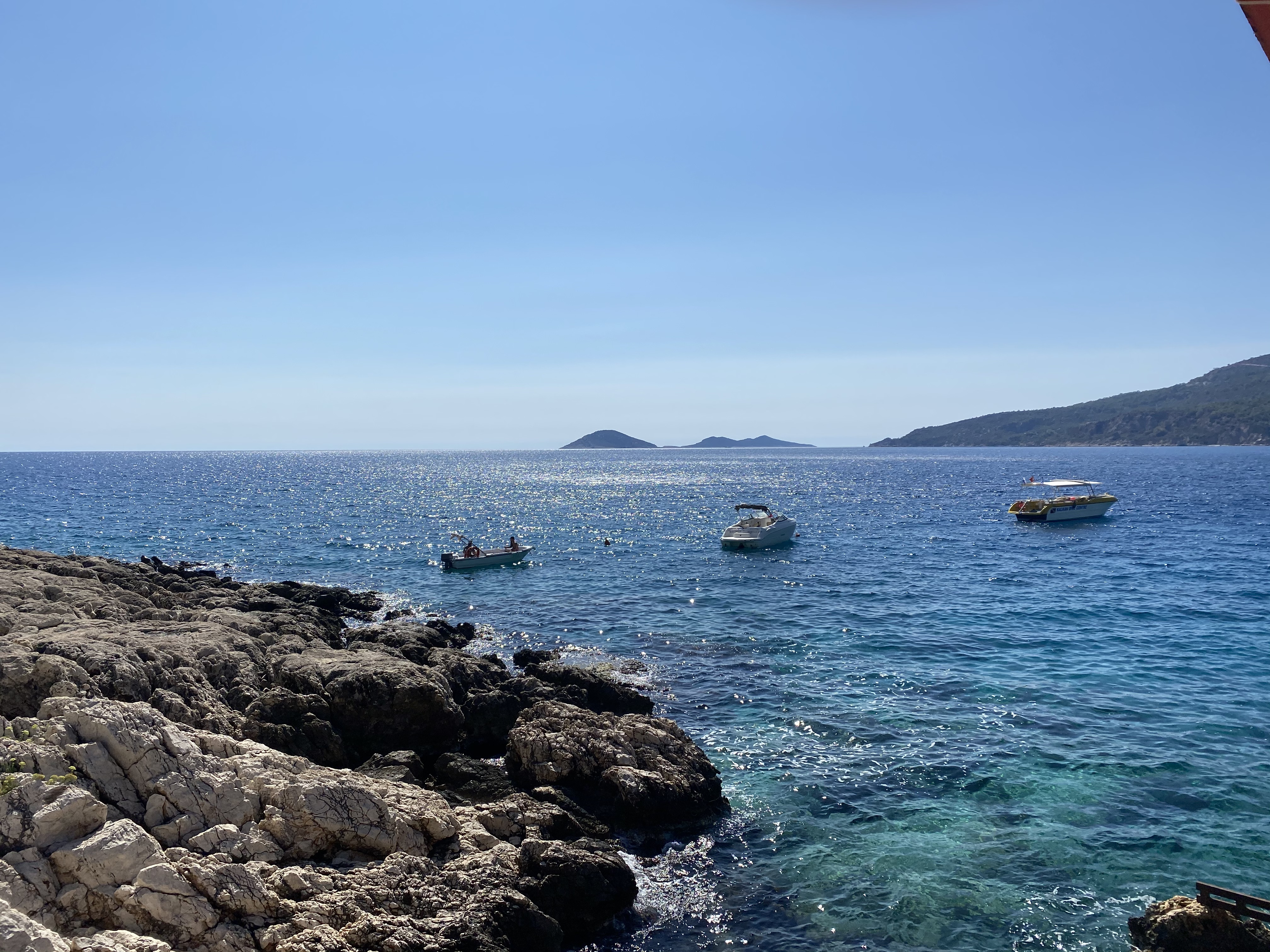
カルカン

カルカンは、トルコ南西部にある地中海沿いにある観光地である。この地域には多くの歴史的建造物があり、ユネスコ世界遺産も含まれ、パタラビーチやカピュタスビーチなどの美しいビーチが多く点在する。

## 歴史
カシュからフェティエの海岸沿いで唯一の安全な自然港であるカルカンは元々はカラマキと呼ばれ、200年ほど前のオスマン帝国時代にギリシャ系住民により発展し当初は漁港だった。
19世紀末の最盛期にはフェティエやアンタルヤを凌ぎ地域で最も重要な交易港として栄え、ラクダなどにより運ばれてきた絹、炭、オリーブ油、材木、ぶどう、胡麻などが、エジプト、シリア、キプロス、レバノンなどオスマン帝国各地へ運ばれた。カルカンのオールドタウンに位置するモスクは街で最も古い建物の一つで19世紀末にギリシャ正教教会として建てられた。当時の鐘は現在も町役場に展示されている。
オスマン帝国の滅亡後、将軍アタテュルクによりトルコが建国され、20世紀初頭にギリシャと行なったギリシャ系住民とトルコ系住民の交換によりカルカンはトルコ住民の街となり、1923年に教会はモスクへと変貌した。
地域最大の交易港として栄えたカルカンだが、1960年代に作られたフェティエ道路の開通により交易港としての発展は終わり、その後はリゾート都市として発展している。

## 街並み
自然の美しい海岸線や、松林に彩られた荒々しい山肌、古代リュキア人の遺跡に囲まれたカルカンは静かで落ち着いた環境を好む観光客に好まれている。特にイギリス人には夏の休暇地やリタイヤ後の住処として人気があり、観光客の8割はイギリス人であると言われ、プライベートプール付きの眺めの良い高級ヴィラが立ち並ぶ英語が通じる高級リゾート地となっている。近隣で採掘された石塀、白壁と赤い屋根瓦で統一された街並みはブーゲンビリヤに彩られ大変美しい。

## 周辺観光地
トルコのベストビーチリストの上位を占めるカピュタスビーチやパタラビーチにも近く車で10分程度である。パタラビーチは古代リュキア人の巨大な都市遺跡内にある海岸で海亀の産卵地としても知られている。古代リュキア人の海中都市のある風光明媚なケコバや、世界で最も深いと言われるサクルケント峡谷、ブルーラグーンで有名なオルデニズにも車で１時間程度と、滞在中のアクティビティにも事欠かない。

## その他
2007年には英国の新聞社・The Independentが最高のバケーション先の一つとしてカルカンをあげ、ヨーロッパから近いロマンチックな旅行先として推薦した。
2012年の調査によると2011年にカルカンを訪問した観光客の96%はイギリス連邦でその内訳は、イングランド（82%）、スコットランド（9%）、ウェールズ（9%）となっている。